# Industriële erfgoedsite Rjukan-Notodden
De industriële erfgoedsite Rjukan-Notodden is een site van cultureel werelderfgoed in het zuiden van Noorwegen, in de fylke Telemark. Met de site wordt het industrieel erfgoed beschermd aan het Heddalsvatnet-meer en in de Vestfjorddalen-vallei in en rond de plaatsen Notodden en Rjukan. 
Dit complex is tot stand gekomen door de uitbouw van industrie en samenleving rond de onderneming Norsk Hydro, die hier begon kunstmest te maken uit stikstof in de lucht, door middel van het Birkeland-Eydeproces, toegeschreven aan de Noorse natuurkundige Kristian Birkeland. Birkeland stichtte ook de firma Norsk Hydro in 1907 voor de industriële exploitatie van het proces. De energie werd afgenomen van de waterkrachtcentrale van Svelgfoss in Notodden. De industrialisatie leidde er toe dat er in 1911 een nog grotere waterkrachtcentrale werd gebouwd te Vemork bij Rjukan, waar de kracht van de waterval Rjukanfossen werd benut. In 1934 volgde een productie-eenheid voor zwaar water in Vemork. Deze fabriek vernietigen - om Duits gebruik te vermijden - was het doel van de mislukte Operatie Freshman in de Tweede Wereldoorlog, maar werd later toch gerealiseerd door SOE-agenten.
De waterkrachtcentrales, transmissielijnen, fabrieken, transportsystemen en stadjes liggen te midden van een landschap van bergen, watervallen en rivierdalen. Het geheel werd aan het begin van de twintigste eeuw gebouwd om te voldoen aan de groeiende vraag naar landbouwproducten. In de aldus ontstane bedrijfssteden Rjukan en Notodden zijn de huizen van de werklieden te zien, en lokalen van sociale instanties, fabrieken en havens zijn onderling verbonden met rails, en de veerboten bedienen de havens waar de kunstmest werd geladen. De site laat op een bijzondere manier een combinatie zien van industriële complexen en het natuurlijke landschap. Het is een uitmuntend voorbeeld van een nieuwe wereldindustrie aan het begin van de 20e eeuw.
De Noorse overheid droeg de site ter erkenning voor op 19 juni 2009. In 2015 tijdens de 39e sessie van de Commissie voor het Werelderfgoed werd de site op basis van criteria ii en iv erkend en toegevoegd aan de UNESCO werelderfgoedlijst.